# Fram (schip, 1893)
De Fram (Noors, voorwaarts) was een schip dat op diverse ontdekkingsreizen naar de poolstreken is gebruikt. Het werd speciaal voor dit doel gebouwd in opdracht van Fridtjof Nansen.

## Bouw

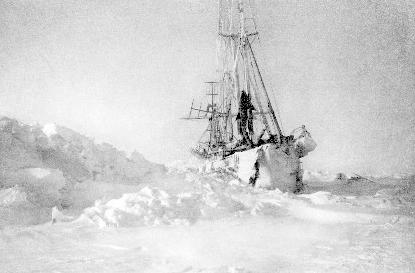
Fram in/op het poolijs

Het verhaal van de Fram begint eigenlijk met een ander schip, de Jeannette van George Washington De Long. De Long had in 1879-1881 geprobeerd de noordpool te bereiken vanuit de Beringstraat. Het schip was vergaan in de poolzee, waarbij een groot deel van de bemanning was omgekomen. In 1884 werd wrakhout van de Jeannette gevonden bij Zuidwest-Groenland, en Nansen trok hieruit de conclusie dat er zeestromen onder het zee-ijs doorliepen. Zouden die, zo redeneerde hij, wellicht ook onder de pool doorlopen? In dat geval was het enige wat men hoefde te doen om de pool te bereiken, een schip met voor diverse jaren proviand aan boord op de juiste plaats in het ijs te laten insluiten, en dan geduldig te wachten.
Dit was echter gemakkelijker gezegd dan gedaan. Een normaal schip zou, wanneer het door het ijs omsloten raakte, door de druk van het ijs kapotscheuren. Nansen maakte daarom met scheepsbouwer Colin Archer een speciaal ontwerp voor de Fram. Het schip, dat in 1892 werd gebouwd in Larvik, had een eivormige romp, vijf lage dekken, een minimale kiel en een verwijderbaar roer. Het 39 meter lange en 800 ton zware schip was zeer stevig gebouwd van zwaar eikenhout en kon zowel op windkracht als op stoom varen. De bedoeling was dat het schip, wanneer het in het ijs raakte, niet door het ijs zou worden meegenomen, maar zou worden opgetild, en op in plaats van in het ijs kwam te liggen. Diverse experts beschouwden het idee als tot mislukken gedoemd, maar Nansen zette door.

## Expedities

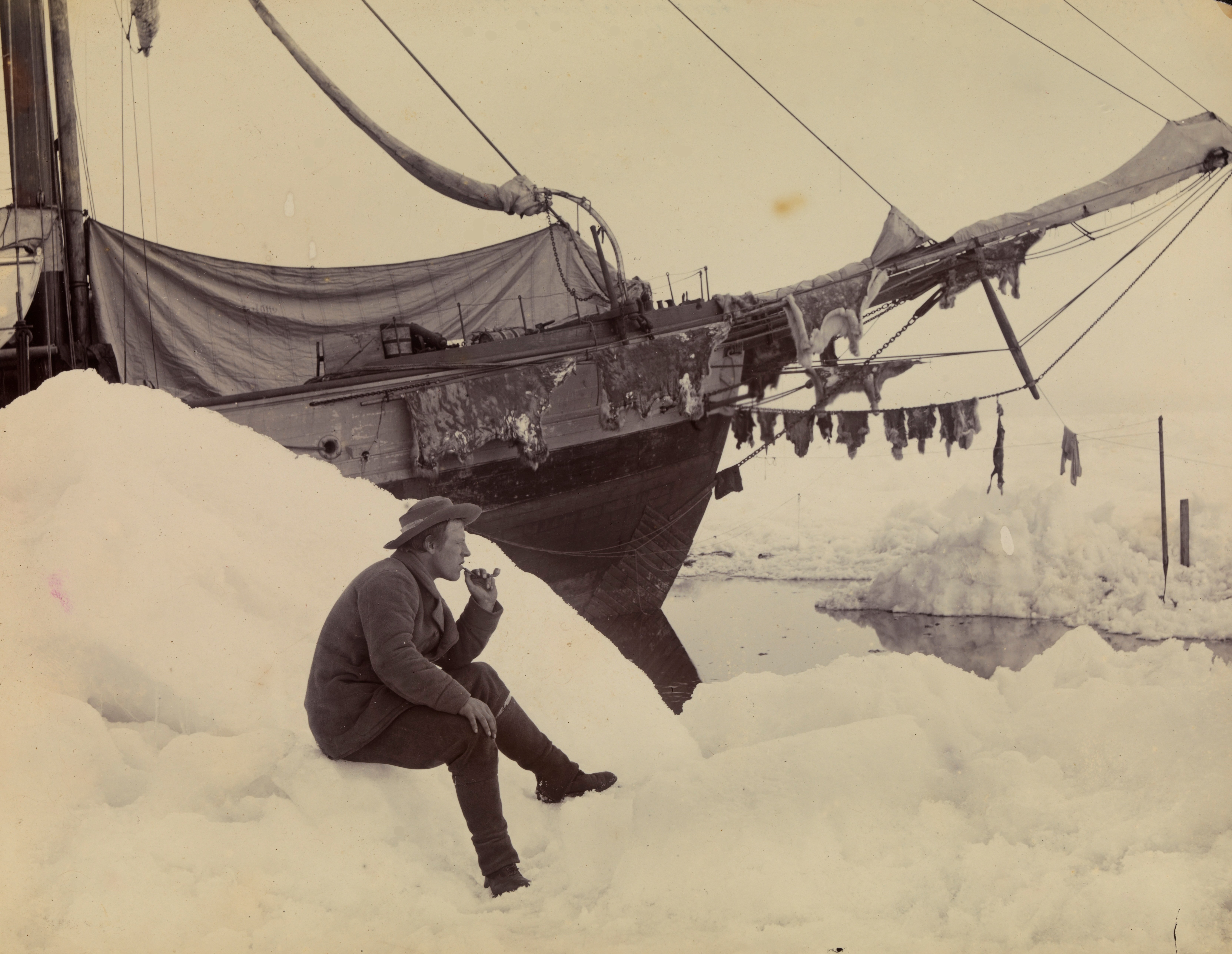
Nansen bij de Fram

Op 24 juni 1893 vertrok Nansen vanuit Oslo met een bemanning van 12 man. Op 25 september van dat jaar raakte hij zoals gepland vast in het ijs bij de Nieuw-Siberische Eilanden, en de Fram gedroeg zich precies zoals Nansen gehoopt had. Nansen en zijn mannen deden wetenschappelijke experimenten, maar de route van het schip bleek niet over de pool te voeren. Nansen probeerde daarom met Hjalmar Johansen de pool met sleden te bereiken. Kapitein Otto Sverdrup had het commando over de achterblijvers op de Fram. Het bereikte 85°56'N, een record voor een schip, voordat het in augustus 1896 weer uit het ijs vrijkwam.
De volgende tocht van de Fram werd geleid door Otto Sverdrup. In 1898-1902 bracht hij met een bemanning van 15 man grote delen (250 000 km²) van de archipel van Arctisch Canada in kaart. Hij ontdekte onder meer Axel Heibergeiland en Ellef Ringnes-eiland.
In 1910 vertrok de Fram opnieuw voor een ontdekkingsreis, dit keer met Roald Amundsen als leider. Het schip was nu als eerste zeeschip uitgerust met een dieselmotor. Naar de buitenwereld zei Amundsen dat hij Nansens methode wilde gebruiken om de Noordpool te bereiken, maar in werkelijkheid was de Zuidpool zijn doel. Met de Fram voer hij naar de Bay of Whales, zette daar zijn basis Framheim (Frams huis) op, en van daaruit bereikte hij als eerste mens de Zuidpool.

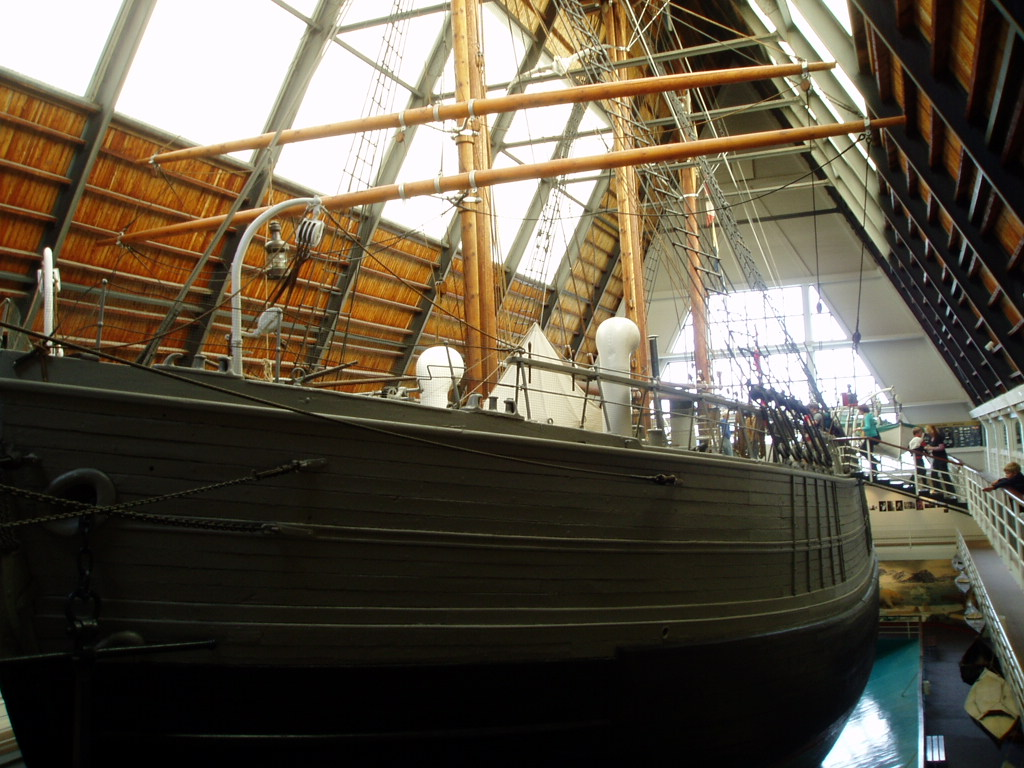
De Fram staat tegenwoordig in het museum

In 1918 wilde Amundsen de Fram opnieuw gebruiken. Hij wilde eerst de Noordoostelijke Doorvaart voltooien, en zich daarna nabij de Beringstraat laten insluiten in het ijs om op Nansens wijze de Noordpool te bereiken. De Fram was echter in te slechte staat om nog gebruikt te worden. Dus gebruikte Amundsen in plaats daarvan de Maud. Bovendien duurde de doorvaart langer dan verwacht, en in 1921 gaf Amundsen de pogingen op om het schip te gebruiken om naar de noordpool te varen.
De Fram bevindt zich thans in het Frammuseum in Oslo.

## Molen
De houtzaagmolen in Woltersum in de provincie Groningen is naar het schip genoemd.